# Tisočletje Rusije
Tisočletje Rusije (rusko Тысячелетие России, latinizirano: Tisjačeletije Rossii) je bronast spomenik v Novgorodskem kremlju. Postavljen je bil leta 1862 v počastitev Rurikovega prihoda v Novgorod. Dogodek se tradicionalno šteje za začetek zgodovine ruske državnosti.

## Zgodovina
Natečaj za načrtovanje spomenika je bil razpisan leta 1859. Za zmagovalca sta bila razglašena arhitekt Viktor Hartmann in umetnik Mihail Mikešin. Mikešinov dizajn je zahteval veličastno, 15 metrov visoko vladarsko jabolko na podstavku v obliki zvona. Obkrožalo naj bi ga več nivojev skulptur ruskih monarhov, klerikov, generalov in umetnikov, dejavnih v različnih obdobjih ruske zgodovine. 
Mikešin sam ni bil kipar, zato so 129 kipov za spomenik izdelali vodilni ruski kiparji tistega časa, vključno z njegovim prijateljem Ivanom Schroederjem in obetavnim mladim kiparjem Aleksandrom Opekušinom. Precej nepričakovano za tako uraden projekt so bili ruski carji in vojskovodje predstavljeni ob boku šestnajstih uglednih osebnosti ruske kulture: Mihaila Vasiljeviča Lomonosova, Aleksandra Sergejeviča Puškina, Mihail Jurjevič Lermontov, Nikolaja Vasiljeviča Gogolja, Karla Brullova, Mihaila Glinke in drugih. Kar zadeva ruske vladarje, na spomeniku ni bilo Ivana Groznega zaradi njegove vloge pri opričninskem plenjenju in pokolu Novgoroda leta 1570. Poleg moskovskih knezov so na spomeniku predstavljeni tudi  srednjeveški litovski dinasti, kot sta Gediminas in Vitautas Veliki, ki sta vladala vzhodnim Slovanom v današnji Belorusiji in Ukrajini. 
Spomenik je bil do takrat najdražji spomenik v Rusiji. Stal je  400.000 rubljev, zbranih večinoma z javnimi prispevki. Da bi zagotovili ustrezen podstavek za ogromno skulpturo, so v Novgorod pripeljali šestnajst blokov sortavalskega granita, od katerih je vsak tehtal več kot 35 ton. Sam bronast spomenik tehta 100 ton. 
Ob slavnostnem odprtju spomenika so številni likovni kritiki menili, da je preobremenjen s figurami, zagovorniki pa so menili, da je kip usklajen s srednjeveškim okoljem Kremlja in da subtilno poudarja navpično usmeritev in veličino bližnje stolnice Svete Sofije iz 11. stoletja. 
Med drugo svetovno vojno so Nemci spomenik razstavili in ga pripravili za prevoz v Nemčijo. Prevoz je preprečila Rdeča armada, ki je pravočasno osvobodila Novgorod. Spomenik je bil leta 1944 ponovno na ogled javnosti. V ZSSR je bil leta 1988 v spomin na spomenik izdan spominski kovanec za 5 rubljev. Tisočletnica Rusije je bila prvi državni in verski praznik, ki ga je sponzorirala država po prenehanju državne ateistične politike v zgodnjih 80. letih dvajsetega stoletja.

## Zgornji nivo
| Slika | Opis |
| ----- | --- |
|       | Na vrhu kipa je angel, personifikacija pravoslavne cerkve, ki podpira križ in blagoslavlja klečečo žensko v ruski narodni noši, ki se naslanja na ščit z grbom in datumom "1862". Kipe je izdelal Ivan Schroeder. Križ je izdelal po risbi Viktorja Hartmanna. Skupina je nameščena na vrhu krogle, simbola monarhove moči, prekrite s križnim vzorcem. Okoli krogle je napis: "Tisočletnici ruske države, ki se je zgodila v uspešni vladavini cesarja Aleksandra II. leta 1862" |

## Srednji nivo
| Slika | Ime                                     | Ime v ruščini                             | Zgodovinsko leto | Opis |
| ----- | --------------------------------------- | ----------------------------------------- | ---------------- | --- |
|       | Prihod varjagov v Rusijo                | Призвание варягов на Русь                 | 862              | Kip prvega bojevnika, princa Rurika, s čelado in ščitom z napisom "leto 6370" (bizantinski koledar). Rurik nosi na ramenih krzno. Za njim je poganski slovanski bog Veles- Kip je obrnjen proti jugovzhodu proti Kijevu. |
|       | Pokristjanjenje Kijevske Rusije         | Крещение Руси                             | 988              | V sredini je mogoče najti kijevskega velikega kneza Vladimirja Velikega, ki dviga pravoslavni križ. Ob njem je ženska z otrokom, pripravljenim za krst. Slovani se odrečejo poganskega boga Peruna. Slovani razlastijo Perun. Kompozicija je obrnjena proti jugovzhodu.                                                                  |
|       | Začetek izgona Tatarov                  | Начало изгнания татар                     | 1380             | Dimitrij Donski, zmagovalec v bitki pri Kulikovu, drži v desni roki ruski buzdovan. Ob njegovih nogah leži Mamaj, poraženi vojskovodja Zlate Horde. Dmitrij Donski drži v levi roki zaplenjeni bunčuk, tatarski simbol moči. Kompozicija gleda proti vzhodu.                                                                             |
|       | Ustanovitev neodvisnega Ruskega carstva | Основание самодержавного царства Русского | 1491             | Ivan Veliki v opravi bizantinskih cesarjev z Monomahovo kapo. V rokah drži žezlo in vladarsko jabolko. Pred njim kleči Tatar, ob njem pa ležita Litovec, ki predstavlja Veliko litovsko kneževino, in vitez z zlomljenim mečem, ki predstavlja Tevtonski viteški red. Kmpozicija je obrnjena proti severovzhodu. in Trvtonski            |
|       | Ustoličenje dinastije Romanov           | Начало династии Романовых                 | 1613             | Mladi ruski car Mihael se po končanem obdobju težav povzpne na ruski prestol. Knez Dimitrij Požarski, ki predstavlja plemstvo, ga ščiti s svojim mečem, medtem ko mu Kuzma Minin, ki predstavlja ljudstvo, ponuja Monomahovo kapo in žezlo. V ozadju je figura sibirskega kozaka, ki simbolizira prihajajočo kolonizacijo Sibirije.      |
|       | Ustanovitev Ruskega imperija            | Образование Российской империи            | 1721             | Petra Velikega z lovorovim vencem in žezlom v desni roki podpira angel, ki mu kaže pot proti severozahodu, kjer bo ustanovil mesto Sankt Peterburg. Ob Petrovih nogah je poraženi Šved, ki poskuša zaščititi svojo raztrgano zastavo. Prizor simbolizira rusko zmago v veliki severni vojni. Kompozicija je obrnjena proti severozahodu. |

## Spodnji nivo
| Razsvetljenci: | Razsvetljenci:                                               | DRžavniki:                        | DRžavniki:                                                       | Vojskovodje in heroji:               | Vojskovodje in heroji:                           | Pisatelji in umetniki: | Pisatelji in umetniki:                           |
|                | Sveti Ciril in Metod, misijonarja med Slovani                |                                   | Jaroslav Modri, veliki kijevski knez                             |                                      | Svjatoslav I. Kijevski, veliki kijevski knez     |                        | Mihail Vasiljevič Lomonosov, polihistor          |
|                | Olga Kijevska, velika kijevska kneginja                      |                                   | Vladimir Monomah, veliki kijevski knez                           |                                      | Mstislav Mstislavič, knez Novgoroda in Galicije  |                        | Denis Fonvizin, dramaturg                        |
|                | Vladimir Veliki, veliki kijevski knez                        |                                   | Gediminas, veliki litovski knez                                  |                                      | Danilo Galicijski, knez Galicije                 |                        | Aleksander Kokorinov, arhitekt                   |
|                | Abraham Rostovski, škof Rostova                              |                                   | Algirdas, veliki litovski knez                                   |                                      | Daumantas Pskovski, knez Pskova                  |                        | Gavrila Deržavin, pesnik in državnik             |
|                | Anton Kijevski, ustanovitelj Kijevsko-Pečerske lavre         |                                   | Vtautas, veliki litovski knez                                    |                                      | Aleksander Nevski, veliki knez Vladimiro-Suzdala |                        | Fjodor Volkov, igralec                           |
|                | Teodozij Kijevski, menih                                     |                                   | Ivan Veliki, veliki moskovski knez                               |                                      | Mihael Tverski, knez Tverske kneževine           |                        | Nikolaj Karamzin, dramaturg in zgodovinar        |
|                | Kukša Kijevski, menih                                        |                                   | Silvester, klerik in državnik                                    |                                      | Dimitrij Donski, veliki moskovski knez           |                        | Ivan Andrejevič Krilov, pesnik basni             |
|                | Nestor Letopisec, letopisec ruske zgodovine                  |                                   | Anastazija Romanovna, prva žena Ivana Groznega                   |                                      | Kęstutis, veliki litovski knez                   |                        | Vasilij Žukovski, pesnik in prevajalec           |
|                | Ciril Belozerski, ustanovitelj Cirilo-Belozerskega samostana |                                   | Aleksej Adašev, najboljši prijatelj in svetovalec Ivana Groznega |                                      | Daniil Holmski, general                          |                        | Nikolaj Gnedič, pesnik in prevajalec             |
|                | Štefan Permski, škof in misijonar                            |                                   | Hermogen, moskovski patriarh                                     |                                      | Mihail Vorotinski, feldmaršal                    |                        | Aleksander Gribojedov, pisatelj in diplomat      |
|                | Aleksej, kijevski in moskovski metropolit                    |                                   | Mihael Romanov, prvi car iz dinastije Romanov                    |                                      | Danil Šečenja, vojskovodja                       |                        | Mihail Jurjevič Lermontov, pesnik in pisatelj    |
|                | Sergij Radoneški, duhovni vodja                              |                                   | Filaret, moskovski patriarh                                      |                                      | Marfa Borecka, [[Posadnik\|posadnica Novgoroda   |                        | Aleksander Sergejevič Puškin, pesnik in pisatelj |
|                | Peter Mogila, kijevski metropolit                            |                                   | Afanasij Ordin-Naščokin, diplomat                                |                                      | Jermak Timofejevič, kozaški vojskovodja          |                        | Nikolaj Vasiljevič Gogolj, pisatelj              |
|                | Zosima Solovki, ustanovitelj Soloveckega samostana           |                                   | Artamon Matvejev, državnik in diplomat                           |                                      | Mihail Skopin-Šujski, vojskovodja                |                        | Mihail Glinka, skladatelj                        |
|                | Maksimus Grk, pisatelj in učenjak                            |                                   | Aleksej, car                                                     |                                      | Dimitrij Požarski, princ                         |                        | Karl Brjulov, slikar                             |
|                | Sabatij, ustanovitelj Soloveckega samostana                  |                                   | Peter Veliki, car in prvi imperator                              |                                      | Kuzma Minin, organizator ljudske vojske          |                        | Dimitrij Stepanovič Bortnjanski, skladatelj      |
|                | Ivan Moskovski, moskovski metropolit                         |                                   | Jakov Dolgorukov, svetovalec Petra Velikega                      |                                      | Abraham Palicin, menih in pisatelj               |                        |                                                  |
|                | Makarij, moskovski metropolit                                |                                   | Ivan Beckoj, državnik in reformator                              |                                      | Bogdan Hmelnicki, hetman Zaporoških kozakov      |                        |                                                  |
|                | Varsonofij, Tverski nadškof                                  |                                   | Katarina Velika, carica                                          |                                      | Ivan Susanin, ljudski junak                      |                        |                                                  |
|                | Gurij, Kazanski nadškof                                      |                                   | Aleksander Bezborodko, državnik in diplomat                      |                                      | Boris Petrovič Šeremetev, feldmaršal in diplomat |                        |                                                  |
|                | Konstantin Vasil Ostrožski, knez in vojvoda Kijeva           |                                   | Grigorij Potemkin, državnik in diplomat                          |                                      | Mihail Mihajlovič Golicin, feldmaršal            |                        |                                                  |
|                | Nikon, moskovski patriarh                                    |                                   | Viktor Kočubej, državnik in diplomat                             |                                      | Pjotr Saltikov, feldmaršal                       |                        |                                                  |
|                | Fjodor Rtiščev, filantrop                                    |                                   | Aleksander I., car                                               |                                      | Burkhard Krištof von Münnich, feldmaršal         |                        |                                                  |
|                | Dimitrij Rostovski, klerik in skladatelj                     |                                   | Mihail Speranski, državnik                                       |                                      | Aleksej Grigorjevič Orlov, general               |                        |                                                  |
|                | Tihon Zadonski, nadškof Ladoge in Voroneža                   |                                   | Mihail Semjonovič Voroncov, feldmaršal                           |                                      | Pjotr Rumjancev, feldmaršal                      |                        |                                                  |
|                | Mitrofan, nadškof Voroneža                                   |                                   | Nikolaj I., car                                                  |                                      | Aleksander Vasiljevič Suvorov, generalisimo      |                        |                                                  |
|                | Georgij Konisski, nadškof Belorusije                         |                                   |                                                                  | Michael Barclay de Tolly, feldmaršal |                                                  |                        |                                                  |
|                | Feofan Prokopovič, nadškof Novgoroda in državnik             |                                   | Mihail Ilarionovič Kutuzov, feldmaršal                           |                                      |                                                  |                        |                                                  |
|                | Platon Levšin, moskovski metropolit                          |                                   | Dmitrij Senjavin, admiral                                        |                                      |                                                  |                        |                                                  |
|                | Inocent, nadškof                                             |                                   | Matvej Ivanovič Platov, general                                  |                                      |                                                  |                        |                                                  |
|                |                                                              | Peter Ivanovič Bagration, general |                                                                  |                                      |                                                  |                        |                                                  |
|                | Karl Diebitsch-Zabalkanski, feldmaršal                       |                                   |                                                                  |                                      |                                                  |                        |                                                  |
|                | Ivan Fjodorovič Paskevič, feldmaršal                         |                                   |                                                                  |                                      |                                                  |                        |                                                  |
|                | Mihail Lazarev, admiral                                      |                                   |                                                                  |                                      |                                                  |                        |                                                  |
|                | Vladimir Aleksejevič Kornilov, viceadmiral                   |                                   |                                                                  |                                      |                                                  |                        |                                                  |
|                | Pavel Nahimov, admiral                                       |                                   |                                                                  |                                      |                                                  |                        |                                                  |

## Galerija
- Razsvetljenci
- Državniki
- Vojaki
- Umetniki